# William Ross, Baron Ross of Marnock
William „Willie“ Ross, Baron Ross of Marnock, MBE (* 7. April 1911 in Ayr, Ayrshire, Schottland; † 10. Juni 1988) war ein britischer Politiker der Labour Party und langjähriger Schottlandminister (Secretary of State for Scotland).

## Biografie
Der Sohn eines Lokführers studierte nach dem Besuch Ayr Academy an der University of Glasgow und war nach Beendigung des Studiums als Lehrer tätig. Während des Zweiten Weltkrieges leistete er seinen Militärdienst in der Highland Light Infantry in Indien, Burma und Singapur und war zuletzt als Major Offizier im Hauptquartier von Louis Mountbatten in Ceylon. Für seine Verdienste wurde er 1945 zum Mitglied des Order of the British Empire ernannt.
Seine politische Laufbahn begann er 1946, als er als Kandidat der Labour Party bei einer Nachwahl (By-election) zum Mitglied des Unterhauses (House of Commons) gewählt wurde und in diesem bis 1979 den Wahlkreis Kilmarnock vertrat.
Im Oktober 1964 wurde er von Premierminister Harold Wilson erstmals zum Schottlandminister (Secretary of State for Scotland) ernannt und hatte dieses Amt bis zum Ende von Wilsons erster Amtszeit im Juni 1970 inne. Zwischen März 1974 und April 1976 war er erneut Schottlandminister in der zweiten Regierung von Harold Wilson. Er war damit der Schottlandminister mit der insgesamt längsten Amtszeit.
Als Schottlandminister war er maßgeblich verantwortlich für die Gründung der Entwicklungsbehörde für die Highlands und Inseln (Highlands and Islands Development Board) sowie der Schottischen Entwicklungsagentur (Scottish Development Agency).
Nach seinem Ausscheiden aus dem Unterhaus wurde er am 24. Juli 1979 als Life Peer mit dem Titel eines Baron Ross of Marnock, of Kilmarnock in the District of Kilmarnock and Loudoun in den Adelsstand erhoben und gehörte als solcher bis zu seinem Tode dem Oberhaus (House of Lords) an.